# Лівінгстон (Луїзіана)
Лівінгстон (англ. Livingston) — місто (англ. town) в США, в окрузі Лівінґстон штату Луїзіана. Населення — 1877 осіб (2020).

## Географія
Лівінгстон розташований за координатами 30°29′43″ пн. ш. 90°44′48″ зх. д. / 30.49528° пн. ш. 90.74667° зх. д. (30.495287, -90.746696).  За даними Бюро перепису населення США в 2010 році місто мало площу 8,35 км², уся площа — суходіл.

## Демографія
Згідно з переписом 2010 року, у місті мешкало 1769 осіб у 685 домогосподарствах у складі 480 родин. Густота населення становила 212 осіб/км².  Було 746 помешкань (89/км²).
Расовий склад населення:
| - 94,1 % — білих - 4,2 % — чорних або афроамериканців - 0,5 % — корінних американців - 0,1 % — вихідців з тихоокеанських островів - 0,1 % — азіатів |

До двох чи більше рас належало 0,6 %. Частка іспаномовних становила 2,0 % від усіх жителів.
За віковим діапазоном населення розподілялося таким чином: 27,6 % — особи молодші 18 років, 58,6 % — особи у віці 18—64 років, 13,8 % — особи у віці 65 років та старші. Медіана віку мешканця становила 35,5 року. На 100 осіб жіночої статі у місті припадало 91,2 чоловіків;  на 100 жінок у віці від 18 років та старших — 89,5 чоловіків також старших 18 років.
Середній дохід на одне домашнє господарство  становив 66 918 доларів США (медіана — 56 625), а середній дохід на одну сім'ю — 77 049 доларів (медіана — 69 479). За межею бідності перебувало 9,0 % осіб, у тому числі 4,4 % дітей у віці до 18 років та 19,3 % осіб у віці 65 років та старших.
Цивільне працевлаштоване населення становило 866 осіб. Основні галузі зайнятості: освіта, охорона здоров'я та соціальна допомога — 17,9 %, будівництво — 15,0 %, науковці, спеціалісти, менеджери — 13,9 %.